# Oliver Tesch
Oliver Tesch (* 11. Oktober 1984 in Gelsenkirchen) ist ein deutscher ehemaliger Handballspieler.
Tesch begann beim TV Germania Hüllen mit dem Handballspiel. Über den DJK Winfried Huttrop kam er zum TUSEM Essen, mit dessen Jugendmannschaft er 2001, 2002 und 2003 Niederrheinmeister sowie 2000, 2002 und 2003 Zweiter bei der Westdeutschen Meisterschaft wurde. 2002 debütierte Tesch für die Essener in der 1. Handball-Bundesliga. Dort kam er hinter Oliver Roggisch und Dimitri Torgowanow jedoch nur sporadisch zum Einsatz; 2004 wechselte er zum TSV Bayer Dormagen in die 2. Handball-Bundesliga. Nach zwei Jahren bei den Rheinländern wurde er 2006 von der Eintracht Hildesheim, die soeben in die erste Liga aufgestiegen war, unter Vertrag genommen. Tesch konnte den sofortigen Wiederabstieg nicht verhindern; daraufhin zog er weiter zum TuS N-Lübbecke. Aber auch mit den Ostwestfalen stieg er 2008 in die zweite Liga ab. Jedoch konnte er 2009 den Aufstieg ins Oberhaus feiern. 2010 unterschrieb Tesch beim Drittligisten TG Münden. Nachdem Tesch von Anfang 2011 bis Sommer 2011 beim Bundesligisten DHC Rheinland gespielt hatte, kehrte er anschließend wieder nach Münden zurück. Im Januar 2012 wechselte Tesch zu GWD Minden. Zur Saison 2014/15 wechselte er zum deutschen Bundesliga-Aufsteiger TSG Friesenheim. Ab dem Sommer 2015 stand er beim Zweitligisten HF Springe unter Vertrag. Eine Saison später kehrte Tesch nach Minden zurück, wo er für die zweite Mannschaft auflief und in der Rückrunde wegen Personalmangels sein Comeback in der Bundesliga-Mannschaft feierte. Zur Saison 2017/18 schloss er sich dem Oberligisten TuS Spenge an. 2024 beendete er seine Karriere.
Oliver Tesch hat 13 Jugend- und 53 Juniorenländerspiele für Deutschland bestritten. 2003 wurde er Vize-Jugendeuropameister, 2004 Junioreneuropameister und 2005 Vierter bei der Juniorenweltmeisterschaft in Ungarn.